# Lamprocryptus fuscipennis
Lamprocryptus fuscipennis är en stekelart som först beskrevs av Szepligeti 1916.  Lamprocryptus fuscipennis ingår i släktet Lamprocryptus och familjen brokparasitsteklar. Inga underarter finns listade i Catalogue of Life.